# Zona Especial de Conservação da Costa das Quatro Ribeiras (Terceira)

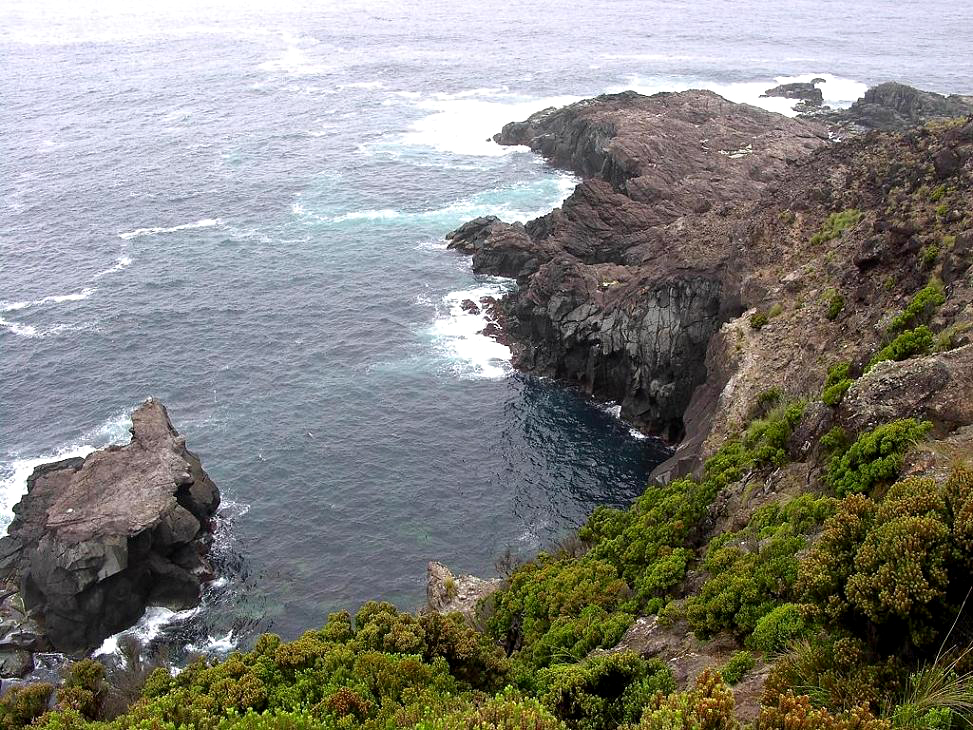
Costa das Quatro Ribeiras.

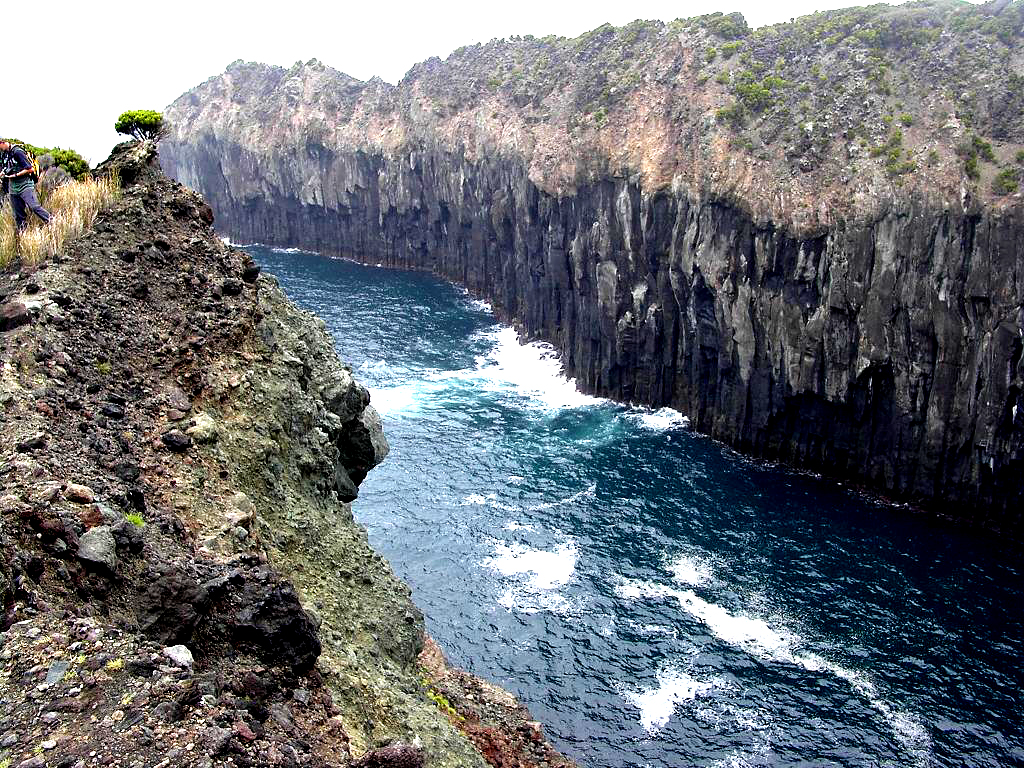
Costa das Quatro Ribeiras, formação rochosa.

A Costa das Quatro Ribeiras, localizada na ilha Terceira, nos Açores, é um sítio de importância comunitária (SIC). É representado por uma zona costeira de grande complexidade geomorfológica, campos de lavas costeiras antigos, vales de ribeiras, baías de fundos rochosos com formações basálticas de interesse e grutas semi-submersas. 
Com uma área de 274 ha, é um óptimo representante da complexidade das costas açorianas, apresentando matos costeiros com cedro-do-mato juniperus brevifolia), forma costeira muito rara. Linhas de água permanente e cascatas, onde se verifica a fraca intervenção humana.
É um local de fácil acesso, com zonas de média vulnerabilidade, devido à potencial pressão urbanista, abertas de acesso ao mar e criação de zonas balneares, podendo-se encontrar diversos habitats, como enseadas e baías pouco profundas, vegetação anual das zonas de acumulação de detritos pela maré, vegetação perene das praias de calhaus rolados, falésias com flora endémica das costas macaronésicas, charnecas macaronésicas endémicas, grutas não exploradas pelo turismo e grutas marinhas submersas ou semi-submersas, o que atribui ao sítio uma grande biodiversidade.
Neste local verifica-se a presença de plantas endémicas dos Açores, pertencentes ao Anexo II da Directiva Habitais, como a Spergularia azorica, a urze (Erica azorica), o não-me-esqueças (Myosotis marítima) e a azorina (Azorina vidalii).
No que diz respeito à avifauna, podem observar-se o cagarro (Calonectris diomedea borealis) e o garajau-comum Sterna hirundo), espécies protegidas pelo Anexo I da Directiva Aves, contando-se também com a presença de espécies como a garça-real (Ardea cinerea), o pilrito-das-praias (Calidris alba), e o borrelho-de-coleira-interrompida (Charadrius alexandrinus).
É uma zona frequentada por pequenos cetáceos, destacando-se a toninha-brava (Tursiops truncatus) e tartarugas, como a tartaruga-boba (Caretta caretta), espécies constantes do Anexo II da Directiva Habitais.